# エンタメトレーナー
エンタメトレーナー（Entertainment Trainer）は、舞台やパフォーマンスなどのエンターテイメントの現場にて、表現者の身体のケアや動き方の提案を通じて、演技・パフォーマンスアップをサポートする人である。

## 概要
表現者が独自に培ってきた方法と、科学に基づいた情報と掛け合わせ、サポートをする。
表現者はスポーツ選手と同様に、訓練では身体を酷使し、舞台では身体的にも精神的にも最大能力の活動を行うが、
スポーツ関係者と比べると、必要な専門的な情報を入手することが難しく、また情報量や信頼性が乏しくなりやすい。
併せて、演技・パフォーマンスをする機会を定期的、長期間に行うことが興業として一部の表現者を除き難しく、経験を積み重ねることも難しい実情がある。